# Gare de La Fontaine
Gare de La Fontaine vasútállomás Franciaországban, Wavrin településen.

## Vasútvonalak
Az állomást az alábbi vasútvonalak érintik:
- Fives-Abbeville-vasútvonal

## Kapcsolódó állomások
A vasútállomáshoz az alábbi állomások vannak a legközelebb:
- Gare de Wavrin
- Gare de Don - Sainghin